# Dự án Sakai
Sakai là một cộng đồng các viện nghiên cứu, các tổ chức thương mại và các cá nhân hợp tác với nhau để phát triển một Môi trường Cộng tác và Học tập chung (Collaboration and Learning Environment - CLE). Sakai CLE là một phần mềm giáo dục miễn phí, mã nguồn mở được phân phối theo Giấy phép Giáo dục Cộng đồng (Educational Community License - một kiểu của giấy phép mã nguồn mở). Sakai CLE được dùng để dạy học, để nghiên cứu và để cộng tác nhiều người với nhau. Hệ thống này là một dạng của Hệ quản trị đào tạo (Learning Management System - LMS).
Sakai là một ứng dụng dựa trên Java, một gói ứng dụng hướng dịch vụ được thiết kế theo phương châm co giãn, tin cậy, tương tác và mở rộng (scalable, reliable, interoperable and extensible). Phiên bản 1.0 được phát hành vào tháng 3 năm 2005.
Vào tháng 7 năm 2007, Sakai là sản phẩm được hơn 150 viện nghiên cứu tham gia phát triển và được thí điểm ở hơn 100 nơi khác. Bản đồ hiển thị các khu vực đó Lưu trữ ngày 15 tháng 9 năm 2008 tại Wayback Machine hiện có trên trang chủ của dự án.

## Lịch sử
Quá trình phát triển của Sakai CLE được chính thức bắt đầu bằng việc hỗ trợ quỹ của tổ chức Mellon Foundation với tên là Dự án Sakai. Phiên bản đầu của nó được dựa vào một bộ công cụ đã có, với các tính năng chính được lấy từ bộ "Hệ thống quản trị đào tạo CHEF" của Đại học Michigan. Tên của dự án, Sakai, chính là việc chơi chữ "CHEF" (trong tiếng Anh có nghĩa là đầu bếp), để chỉ người đầu bếp Hiroyuki Sakai của chương trình tivi show Iron Chef của Nhật.

## Tính năng
Sakai bao gồm nhiều tính năng chung của các Hệ quản trị đào tạo, bao gồm đưa lên các  tài liệu hướng dẫn, sách giáo trình, mục thảo luận, chat trực tuyến, bài tập lớn, và các bài kiểm tra online.
Thêm vào đó, Sakai còn cung cấp một bộ công cụ làm việc nhóm dùng cho nghiên cứu và các dự án nhóm. Để hỗ trợ các tính năng này, Sakai đã thêm vào khả năng thay đổi thiết lập của tất cả mọi công cụ dựa trên vai trò, thay đổi quyền hệ thống tùy theo người dùng. Nó cũng tích hợp một wiki, mailing list và lưu trữ, và bộ đọc RSS.
Bộ công cụ làm việc nhóm tích hợp trong nhân của Sakai:
- Announcements - để thông báo cho người dùng về những vấn đề chính yếu
- Drop Box - cho phép giảng viên và học viên trao đổi tài liệu với những thư mục riêng biệt cho mỗi sinh viên
- Email Archive - tất cả tin nhắn gửi đến địa chỉ email của trang web sẽ được lưu trữ tại đây
- Resources - chia sẻ nhiều loại thông tin yêu cầu độ bảo mật với các thành viên trong trang, hoặc cho phép nó được nhìn thấy bởi mọi người.
- Chat Room -  chat thời gian thực cho mọi thành viên đang đăng nhập vào site
- Forums - công cụ để cho giảng viên và thành viên được cấp quyền có thể tạo ra các mục thảo luận
- Threaded Discussion
- Message Center - công cụ giao tiếp cho phép các thành viên sử dụng mail nội bộ
- Message Of The Day
- News/RSS - công cụ đọc RSS
- Poll tool - cho phép người dùng bình chọn trực tuyến
- Preferences
- Presentation - cho phép thực hiện thuyết trình trực tuyến
- Profile / Roster - hồ sơ người dùng, bao gồm hình ảnh, tên tuổi và các thông tin khác
- Repository Search - tìm kiếm thông tin được lưu trữ trên site
- Schedule - cho phép giảng viên đưa thông tin dưới dạng thông tin trên lịch

Công cụ giảng dạy
- Assignments
- Grade book
- Module Editor
- QTI Authoring
- QTI Assessment
- Section Management
- Syllabus

Công cụ bổ trợ
- Forms
- Evaluations
- Glossary
- Matrices
- Layouts
- Templates
- Reports
- Wizards
- Search
- Web Content
- WebDAV
- Wiki
- Site Setup
- MySakai Widgets